# Simeon I van Bulgarije

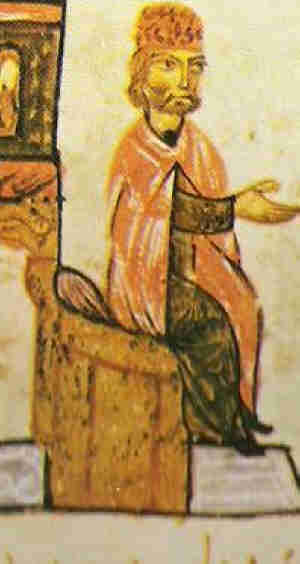
Simeon in een 12e-eeuwse miniatuur

Simeon I de Grote (Bulgaars: Симеон I Велики, Simeon I Veliki) (c. 866 – 27 mei 927) was de tweede zoon van knjaz Boris I. Hij regeerde over het Eerste Bulgaarse Rijk van 893 tot 927.

## Jeugd
Simeon I werd rond 866 geboren. Hij werd opgevoed te Constantinopel, waar hij de Griekse literatuur en cultuur terdege leerde kennen. Bij zijn terugkeer naar Bulgarije in 882 trad hij in het klooster van Tiča in; het was de bedoeling dat hij mettertijd hoofd van de Bulgaarse kerk zou worden. Door de afzetting van zijn broer Vladimir, die samen met de hoge Bulgaarse edelen het heidendom weer wilden invoeren, in 893 werd hij echter onverwacht knjaz der Bulgaren.

## Cultuur
Simeon I verplaatste de hoofdstad van Pliska naar Veliki Preslav, dat hij tot een concurrent voor Constantinopel wou uitbouwen. De Byzantijnse bouw- en schilderkunst deden hun intrede. Hij stimuleerde de vertaling van liturgische, theologische en encyclopedische werken uit het Grieks naar het Kerkslavisch.
In 918 verklaarde hij de Bulgaarse kerk onafhankelijk van het patriarchaat van Constantinopel.

## Conflicten met de Byzantijnen
In 894 schonk de Byzantijnse sterke man Stylianus Zautses aan twee van zijn gunstelingen het monopolie op de handel met de Bulgaren. De twee verplaatsten de centrale markt naar Thessaloniki en verhoogden de heffingen. Toen Simeons klachten bij keizer Leo VI niets uithaalden, viel hij het Byzantijnse Rijk binnen. De Byzantijnen probeerden hem te verslaan door de Hongaren op hem af te sturen, maar Simeon sloot op zijn beurt een bondgenootschap met de Petsjenegen en verdreef de Hongaren naar de Pannonische vlakte. Hierop keerde hij zich in 896 weer tegen de Byzantijnen, die hij bij Bulgarophygon zwaar versloeg. Na enkele jaren van schermutselingen werd er in 904 een vrede gesloten die de Bulgaren Macedonië en het grootste deel van Albanië en Noord-Griekenland opleverde, en die bij Simeon de hoop deed rijzen dat hij ooit keizer van Byzantium zou kunnen worden.
In 912 zegde de nieuwe keizer Alexander van Byzantium het vredesverdrag op. Simeon viel Thracië binnen en bezette Adrianopel. Geïntimideerd bevestigde Nicolaas de Mysticus, patriarch en hoofd van de regentschapsraad die in naam van de minderjarige Constantijn VII regeerde sinds Alexander begin 913 was overleden, niet alleen het oude verdrag, maar stelde hij bovendien een huwelijk in het vooruitzicht tussen de dochter van Simeon en de jonge keizer.
Nicolaas werd in 914 opzij geschoven door Zoe, de moeder van Constantijn; het beloofde huwelijk ging niet door en de oorlog herbegon. De Byzantijnen poogden tevergeefs de Petsjenegen tegen de Bulgaren in te zetten; anderzijds slaagden de Bulgaren er in 924 niet in een bondgenootschap met de Arabieren te sluiten. De Byzantijnen leden onder de leiding van generaal Leo Phocas twee zware nederlagen te Anchialus en Casasyrtae (beide in 917), maar de Bulgaren zagen bij herhaalde belegeringspogingen niet de minste kans om Constantinopel in te nemen, en hun plundertochten in Noord-Griekenland haalden niets uit. Met de opkomst van de bekwame Romanus Lacapenus, die in 919 schoonvader van de keizer en in 920 mede-keizer werd, werd de situatie voor Simeon uitzichtloos. Beide mannen ontmoetten elkaar in 924 of 925 persoonlijk; de ontmoeting resulteerde in een wapenstilstand, waarbij Simeon erkend werd als 'tsaar der Bulgaren' en het door de Byzantijnen te betalen tribuut verhoogd werd, maar waarbij de Bulgaren zich wel definitief terug dienden te trekken.

## Westelijke Balkan
Simeon steunde een van troonpretendenten van de Serven, Petar Gojniković. Toen deze in 897 aan de macht kwam, werd Servië een vazalstaat van Bulgarije. In 917 koos Petar de kant van de Byzantijnen. Na zijn overwinningen tegen de Byzantijnen trok Simeon op tegen de Serven en nam Petar gevangen. Hij plaatste Pavle en vervolgens Zaharija op de Servische troon, maar beiden kwamen in opstand. In 924 annexeerde Simeon Servië. Zo kwam hij in conflict met zijn nieuwe buurman Tomislav, de koning van het pas ontstane Kroatische koninkrijk en een bondgenoot van Byzantium. In 926 werd een Bulgaars leger door de Kroaten verslagen.

## Dood
Simeon overleed in 927 terwijl hij op weg was om Constantinopel opnieuw te belegeren. Hij werd opgevolgd door zijn tweede zoon Peter I, de oudste uit zijn tweede huwelijk.